# كاسيك أحمر الزمكى
كاسيك أحمر الزمكى (الاسم العلمي: Cacicus haemorrhous) (بالإنجليزية: Red-rumped Cacique)‏ هو نوع من الطيور يتبع جنس الكاسيك من فصيلة الصفراويات.